# Öxi

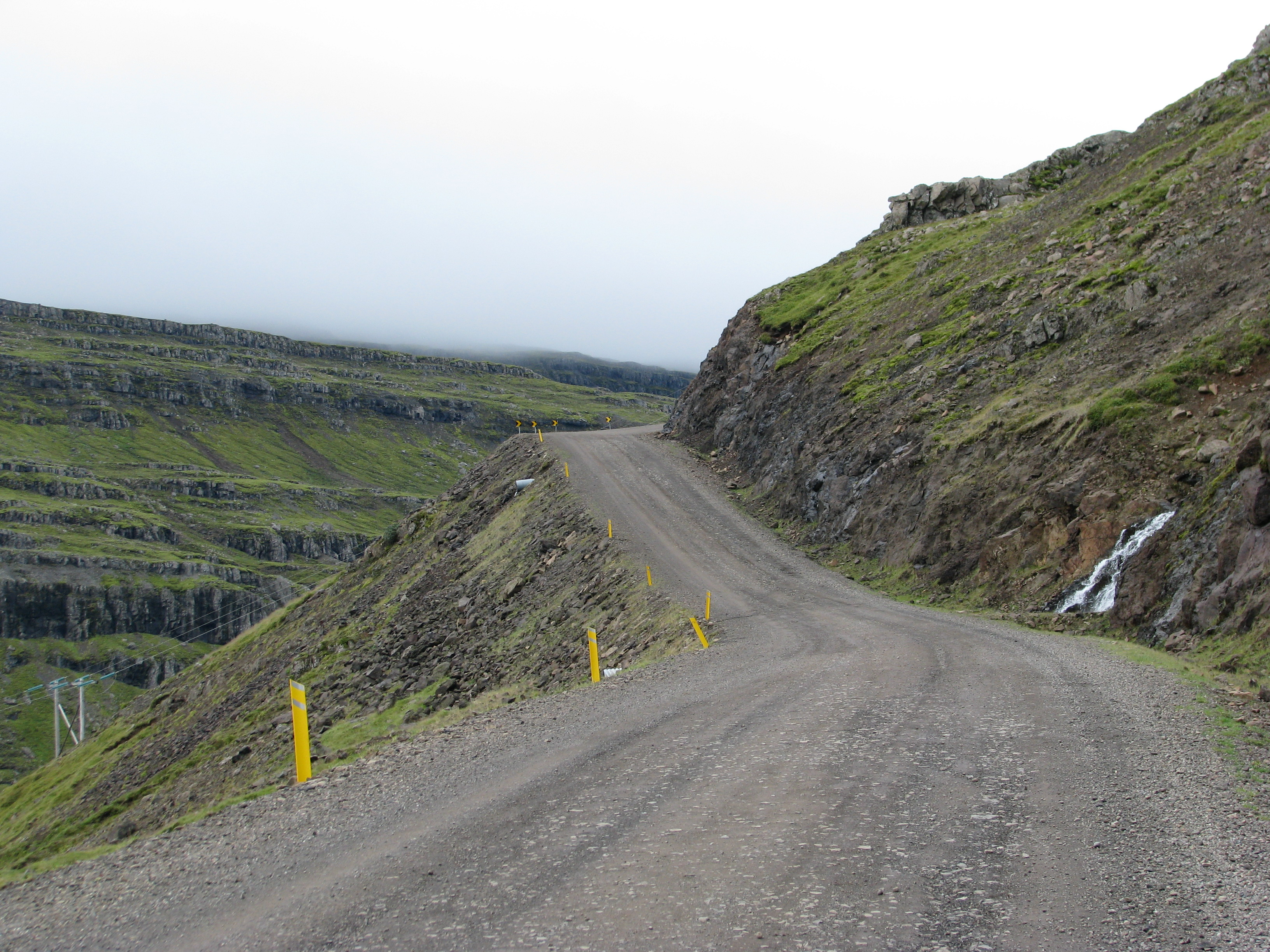
Op de Öxi-pas.

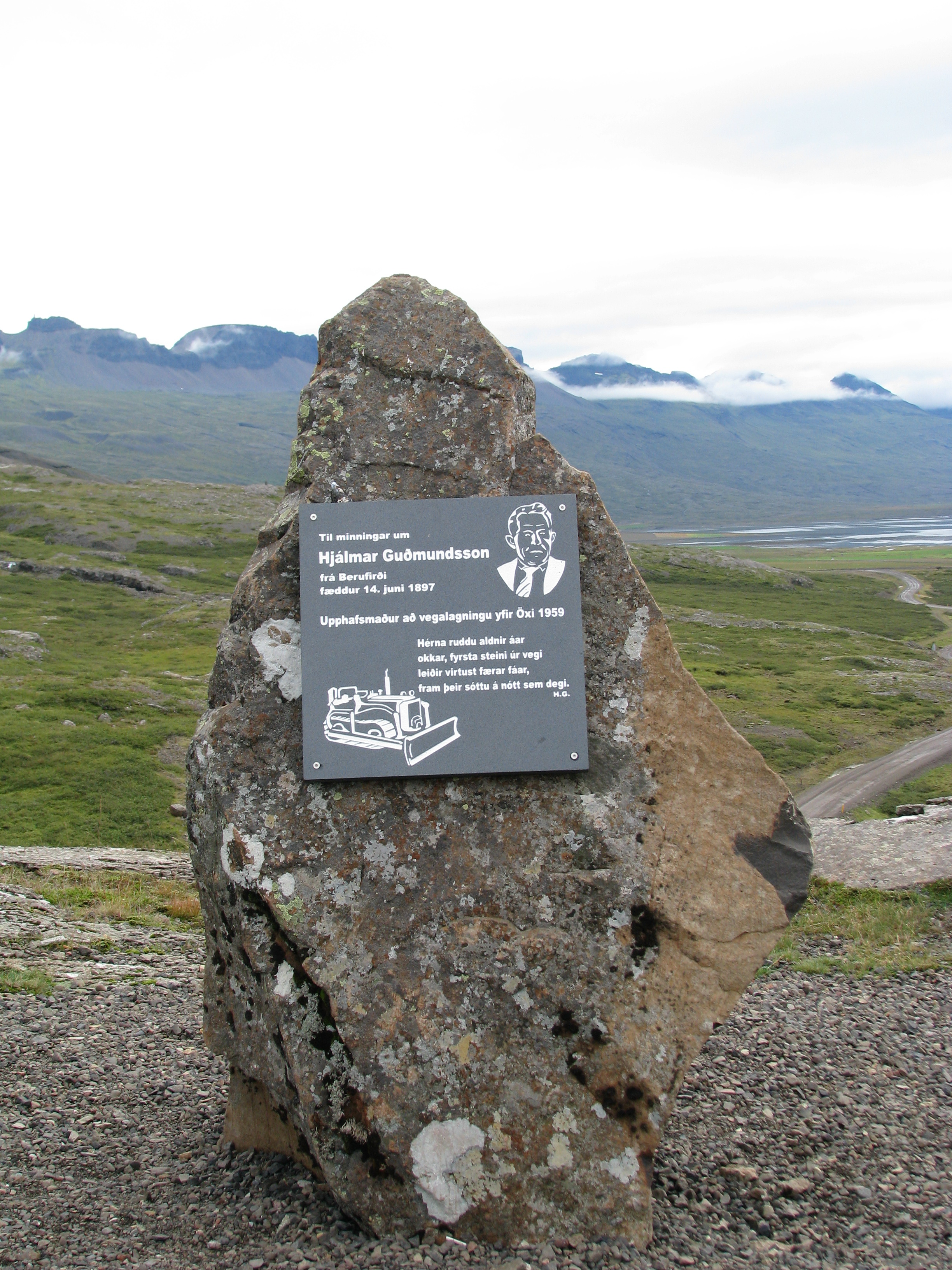
Gedenksteen voor Hjálmar Guðmundsson.

De Öxi (IJslands voor bijl) is een pas in het zuidoosten van IJsland.
De smalle Axarvegur (wegnummer 939) die over deze pas voert, verkort de afstand tussen Egilsstaðir en Höfn met ongeveer 60 kilometer in vergelijking met de normale route die via de ringweg loopt. Aan de zuidkant begint de pas met een steile helling bij de Berufjörður, heeft zijn top op 532 meter hoogte, en eindigt 19 kilometer verderop in het Skriðdalur. Tot voor kort was de pas lastig te nemen, mede omdat er meerdere voorden waren. Rivieren moesten worden overgestoken, waarvan een aantal gevaarlijk zijn met veel en snel stromend water. Ondanks dat de weg veel korter was, deed men er uiteindelijk net zo lang over. Nu zijn de grootste rivieren overbrugd, maar wordt de pas door sneeuwval regelmatig afgesloten. Omdat het zicht door dichte mist vaak ernstig beperkt wordt, het er hard kan waaien, de weg kronkelig en vaak erg glibberig is en er hellingen met een stijgings- of dalingspercentage tot 17% genomen moeten worden, kan een rit over deze pas een enerverende ervaring worden.
De IJslander Hjálmar Guðmundsson heeft een belangrijk aandeel in de aanleg van de weg over deze pas geleverd. Aan de kant van de weg staat een monument voor zijn nagedachtenis.

## Varia
- Ongeveer 4 kilometer in de richting van Djúpivogur stroomt de Fossá in de Berufjörður.

## YouTube
- Stukje van de route over de Öxi op YouTube